# 卡蒂娅·莱赫托
卡蒂娅·莱赫托（芬蘭語：Katja Lehto，1972年8月14日—），生于于韦斯屈莱，芬兰女子冰球运动员。她曾代表芬兰国家队参加1998年冬季奥林匹克运动会冰球比赛，获得一枚铜牌。